# Louis F. Hart

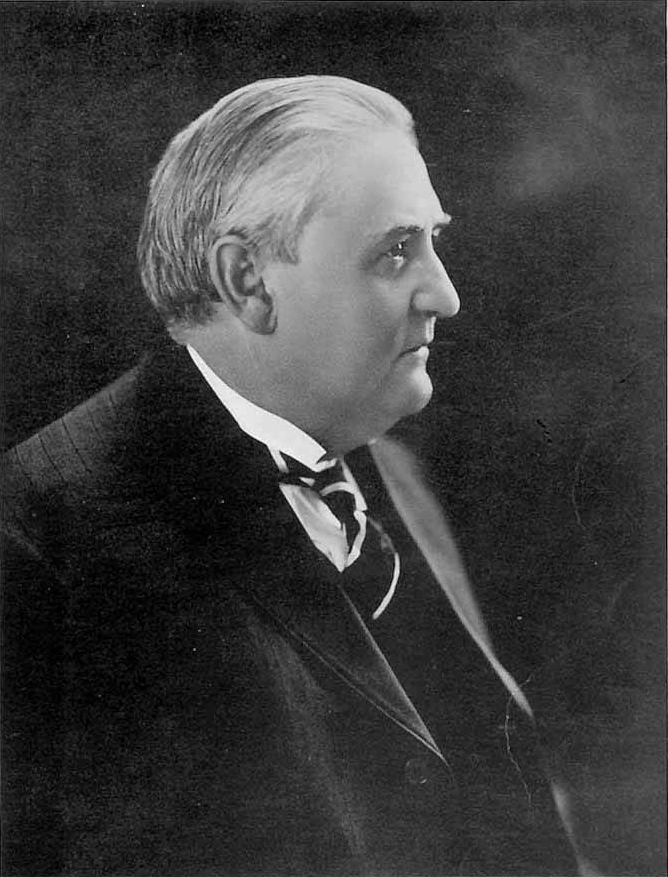
Louis F. Hart

Louis Folwell Hart (* 4. Januar 1862 in High Point, Moniteau County, Missouri; † 4. Dezember 1929 in Tacoma, Washington) war ein US-amerikanischer Politiker und von 1919 bis 1925 der neunte Gouverneur des Bundesstaates Washington.

## Frühe Jahre
Folwell studierte in Missouri Jura und zog dann Ende der 1880er Jahre nach Snohomish im heutigen Staat Washington. Dort arbeitete er als Anwalt. Im Jahr 1899 zog er nach Tacoma, wo er weiterhin als Jurist praktizierte. Außerdem war er Versicherungsvertreter. Hart war Mitglied der Republikanischen Partei. Im Jahr 1912 wurde er zum Vizegouverneur des Staates Washington gewählt und 1916 wurde er von den Wählern in diesem Amt bestätigt. Während des Ersten Weltkrieges war er Vorsitzender eines Einberufungsüberprüfungs Ausschusses (Selective Service Appeals Board) für das südwestliche Gebiet des Staates. Nach dem Tod des amtierenden Gouverneurs Ernest Lister am 14. Juni 1919 fiel Hart als dessen Stellvertreter das Amt des Gouverneurs zu.

## Gouverneur von Washington
Harts erste Aufgabe war die Beendigung der angebrochenen Amtszeit seines Vorgängers. Im Jahr 1920 wurde er dann für eine weitere vierjährige Amtszeit in dieses Amt gewählt. Somit konnte er bis zum 12. Januar 1925 im Amt bleiben. Während seiner Amtszeit förderte der Gouverneur den Ausbau des Straßen- und Autobahnnetzes. Damals wurde auch eine eigenständige Verkehrspolizei (Highway Patrol) zur Kontrolle der Fernstraßen gegründet. Gouverneur Hart hat den Regierungsapparat reformiert und viele Abteilungen zusammengelegt. Die Zahl von ursprünglich 75 Behörden sank auf nur noch zehn. In diesen Jahren wurde auch das Kapitol in der Landeshauptstadt gebaut. Erwähnenswert ist noch eine Generalstreik, der im Jahr 1919 in Seattle zu Arbeiterunruhen führte.

## Weiterer Lebenslauf
Aufgrund seines schlechten Gesundheitszustandes verzichtete Hart im Jahr 1924 auf eine erneute Kandidatur. Nach dem Ende seiner Amtszeit zog er sich nach Tacoma zurück, wo er wieder als Rechtsanwalt tätig wurde. Dort ist er im Dezember 1929 auch verstorben. Louis Hart war mit Ella James verheiratet, mit der er fünf Kinder hatte.